# Zentralrajon (Kaliningrad)
Der Zentralrajon (russisch Центральный район (Zentralny rajon)) ist einer von drei Verwaltungsbezirken der Stadt Kaliningrad (Königsberg (Preußen)), der Hauptstadt der russischen Oblast Kaliningrad (Gebiet Königsberg).

## Geographische Lage
Der Kaliningrader Zentralrajon liegt im Nordwesten der Stadt und umfasst ein Gebiet von 79,8 km² mit 123.100 Einwohnern. Im Norden und Westen grenzt er an den Rajon Selenogradsk (Kreis Cranz) mit der Landgemeinde Pereslawskoje (Drugehnen) bzw. an den Stadtkreis Swetly (Zimmerbude), im Osten und Süden an den Leningrader Rajon bzw. den Moskauer Rajon.

## Geschichte
Am 25. Juli 1947 wurden in der Stadt Kaliningrad vier Stadtbezirke errichtet: der Baltische, der Leningrader, der Moskauer und der Stalingrader Rajon. Im Jahre 1952 wurde aus dem Stalingrader Rajon der Zentralrajon herausgelöst, den Stalingrader Rajon nannte man 1961 in Oktoberrajon um.
Am 29. Juni 2009 wurden die damals bestehenden fünf Stadtbezirke in drei umgegliedert. Während der Baltische Rajon im Moskauer Rajon aufging, wurde der Oktoberrajon in den Zentralrajon eingegliedert, der von der Flächengröße 38,8 km² auf 79,8 km² wuchs und damit flächenmäßig der größte der drei jetzigen Bezirke ist.

## Eingliederung der Stadtteile Königsbergs
In den Zentralrajon sind 17 Stadtteile der ehemaligen Stadt Königsberg (Preußen) und Orte der früheren Landkreise Fischhausen und Königsberg, 1939 bis 1945 vereinigt zum Landkreis Samland, eingegliedert:

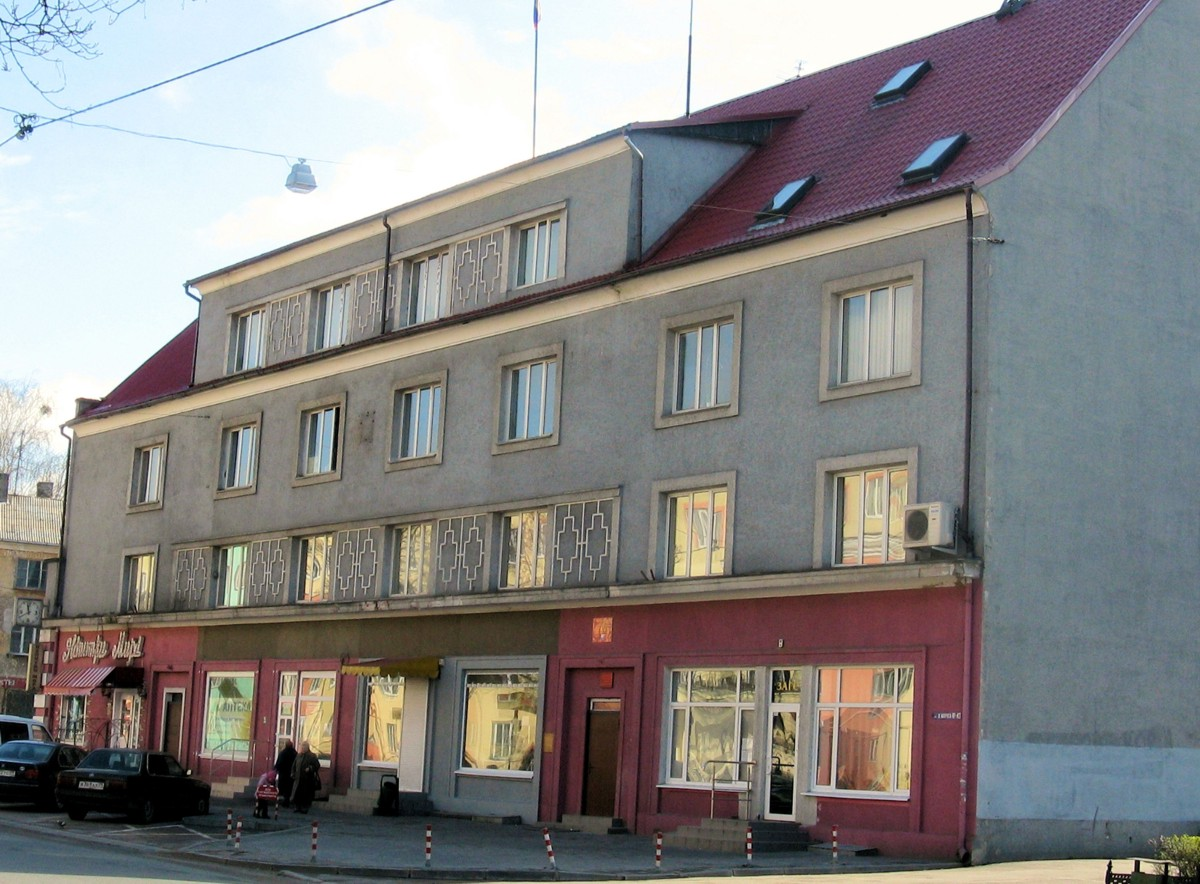
Amtshaus des Kaliningrader Zentralrajons

| Deutscher Name | Russischer Name                            |
| -------------- | ------------------------------------------ |
| Amalienau      |                                            |
| Charlottenburg | Lermontowo                                 |
| Groß Holstein  | Pregolski                                  |
| Juditten       | Mendelejewo                                |
| Kosse          |                                            |
| Lawsken        | Mendelejewo                                |
| Maraunenhof    | Bolschije Prudy                            |
| Marienberg     | Mendelejewo                                |
| Metgethen      | Possjolok imeni Alexandra Kosmodemjanskowo |
| Moditten       | Possjolok imeni Alexandra Kosmodemjanskowo |
| Prowehren      | Tschkalowsk                                |
| Rathshof       | Wosduschny                                 |
| Strittkeim     | Tschkalowsk                                |
| Tannenwalde    | Tschkalowsk                                |
| Trankwitz      | Sapadnoje                                  |
| Vorderhufen    | Lermontowo                                 |
| Wilky          | Mendelejewo                                |